# Ma'on (Har Hebron)
Ma'on és un assentament israelià de Cisjordània, gestionat com a moixav i corresponent a la regió administrativa de Judea i Samària. Està situat a les Muntanyes de Judea, al sud d'Hebron i al nord de Beerxeva, forma part de la jurisdicció del Consell Regional Har Hebron. Al 2017 tenia 560 habitants.
La comunitat internacional considera que els assentamaents israelians de Cisjordània són il·legals segons el dret internacional, però el govern israelià ho discuteix